# ماهیچه بازویی‌زبرزندی
ماهیچه بازویی‌زِبَرزَندی (انگلیسی: Brachioradialis) از ماهیچه‌های ساعد دست است که باعث خم‌کردن ساعد در مفصل آرنج می‌شود.
این ماهیچه از بالای رولقمه (اِپی‌کندیل) خارجی استخوان بازو به سمت پایین آمده و زردپی آن به انتهای پایینی و خارجی استخوان زند زبرین (رادیوس) درست بالای سطح مفصلی مچ دست می‌چسبد. این ماهیچه آرنج را خم می‌کند. افزون بر آن، این ماهیچه خود دست را از برون به درون و برعکس تکان می‌دهد.
سر ثابت آن در دو سوم بخش پایینی و بیرونی استخوان بازو است و سر متحرک آن، در سطح خارجی زائده نیزه‌ای زند زبرین
این عضله بسته به وضعیت ساعد می‌تواند هم در درون‌گردانی (پرونیشن) و هم در برون‌گردانی (سوپینیشن) نقش داشته باشد. زردپی این عضله به انتهای دیستال زائده نیزه‌ای زند زبرین می‌چسبد و در قسمت پروگزیمال به لبه کناری رولقمه‌ای (اِپی‌کُندیل) استخوان بازو متصل است.

## ساختار
این ماهیچه سطحی و دوکی‌شکل در بخش جانبی ساعد قرار دارد. خاستگاه آن لبه کناری رولقمه‌ای (اِپی‌کُندیل) استخوان بازو است و پیوندگاه آن بخش دیستال زند زبرین در قاعده زائده نیزه‌ای زند زبرین می‌باشد. در نزدیکی آرنج، این عضله مرز خارجی حفره آرنج را تشکیل می‌دهد.

### عصب‌دهی
با وجود آنکه بیشتر حجم این عضله از نمای قدامی ساعد دیده می‌شود، ماهیچه بازویی‌زندزبرین در بخش خلفی ساعد قرار دارد و به همین دلیل توسط عصب زند زبرین عصب‌دهی می‌شود. از میان عضلاتی که عصب‌گیری آن‌ها از عصب زند زبرین است، این عضله یکی از چهار عضله‌ای است که مستقیماً از تنه اصلی این عصب عصب می‌گیرد. سه عضله دیگر شامل ماهیچه سه‌سر بازو، ماهیچه آرنجی و ماهیچه دراز بازکننده مچ به زند بالایی هستند. سایر عضلات خلفی ساعد توسط شاخه عمقی عصب زند زبرین عصب‌دهی می‌شوند.

## کارکرد
این عضله باعث خم‌کردن ساعد در مفصل آرنج می‌شود. وقتی ساعد در حالت پرونیشن قرار دارد، این عضله تمایل دارد همزمان با خم‌کردن آرنج، ساعد را به سمت سوپینیشن بچرخاند، و بالعکس، در حالت سوپینیشن تمایل به پرونیشن دارد. این ویژگی باعث می‌شود که ماهیچه بازویی‌زندزبرین در خم‌کردن آرنج، به‌ویژه وقتی ساعد در حالت میانی بین پرونیشن و سوپینیشن است، بیشترین کارایی را داشته باشد.
از آنجا که محل اتصال این عضله به محور چرخش آرنج دور است، گشتاور نیروی آن کمتر از ماهیچه بازویی و ماهیچه دوسر بازو است و بیشتر زمانی مؤثر است که این عضلات بخش زیادی از خم‌کردن را انجام داده‌اند. این عضله همچنین در حرکات سریع یا زمانی که وزنه‌ای به‌آرامی بلند می‌شود، فعال‌تر است و به تثبیت آرنج هنگام حرکات سریعی مانند کوبیدن میخ کمک می‌کند.
ماهیچه بازویی‌زندزبرین با ماهیچه بازویی و دوسر بازو همکار (سینرژیست) است و ماهیچه سه‌سر بازو و ماهیچه آرنجی نقش متضاد (آنتاگونیست) دارند.